# Bene Tleilax
La Bene Tleilax o los tleilaxu son una organización del universo ficticio de la saga de novelas basada en el Universo Dune creado por Frank Herbert. Es una sociedad cerrada de fanáticos religiosos impregnados de secretismo, cuya especialidad es la ingeniería genética, lo que ellos llaman «El Lenguaje de Dios». La Bene Tleilax es despreciada por todas las facciones, debido a su reputación de perversos y amorales, que procede de la Yihad Butleriana y ellos mismos promueven. 

## Historia
Los tleilaxu tienen su origen varios cientos de años antes de la Yihad Butleriana y de la creación de la cofradía Espacial y el Imperio del Universo Conocido. Su planeta natal, Tleilax, se encuentra en el sistema de la estrella Thalim. La capital de Tleilax es la sagrada ciudad de Bandalong.

### Lostleilaxuen la Yihad
En la trilogía Leyendas de Dune de Brian Herbert y Kevin J. Anderson, Dune: La Yihad Butleriana, Dune: La cruzada de las máquinas y Dune: La batalla de Corrin, los tlulaxa, como son denominados en la época, se presentan como una sociedad de mercaderes asentada en Tlulax, único planeta del sistema Thalim. Los tlulaxa son expertos genetistas, y adquieren buena fama proveyendo a la Liga de los Nobles de órganos humanos bio-sintéticos para la cantidad ingente de soldados y ciudadanos heridos durante la Yihad. En las épocas más tardías de este periodo, la amoralidad y perversión de los tlulaxa se manifiesta, ya que se demuestra que la alta productividad de sus «granjas de órganos» es debida a que la mayor parte de los órganos provienen de la caza y captura de humanos de los mundos no alineados, sobre todo zensunníes, e incluso algunos planetas de la Liga de Nobles, de acuerdo con Iblis Ginjo y la organización de la Yipol —policía de la Yihad—, aunque esto último no es de dominio público.
Son unos fanáticos religiosos y los ciudadanos de la casta alta, los Maestros, son budislámicos Zensufíes. Además crean gholas de sus mejores científicos y líderes como una forma de inmortalidad y preservación, y gholas para otras organizaciones powindah (impuras).

## Sociedad
Los tleilaxu son una meritocracia eusocial. El acceso a la casta superior se consigue por méritos, demostrando capacidades superiores. De ese modo podría explicarse el personaje de Scytale, el danzarín rostro que confirma la posibilidad de despertar las memorias de un ghola en El mesías de Dune. Más tarde, en Herejes de Dune aparece como maestro tleilaxu, formando parte del alto consejo de la Bene Tleilax, y posteriormente como último maestro vivo, refugiado entre la Bene Gesserit.
Al igual que en ciertos insectos, se da en los tleilaxu el fenómeno de la especialización reproductiva. En cierto sentido, los tleilaxu son socialmente asexuales. Desde los inicios de su historia, las mujeres fueron relegadas a ser meros receptáculos reproductivos sin mente. Llegada la edad reproductiva, se les induce un coma cerebral químico y se conectan a equipos de soporte y mantenimiento, convirtiéndose en los denominados tanques axlotl, uno de sus hitos biotecnológicos. 
La casta superior, los maestros, son los que controlan la herencia genética y social de la comunidad, y se reproducen utilizando el proceso ghola, perpetuando sus memorias a lo largo de milenios. Los danzarines rostro, subespecie humana desarrollada mediante ingeniería genética, son una numerosa casta estéril al servicio de la comunidad. En medio, los domel, la población general, una casta intermedia de humanos.

### Honoradas Matres
En Cazadores de Dune se explica que un grupo combinado de Bene Gesserit y Habladoras-pez de la Dispersión capturan un planeta tleilaxu. Al descubrir los tanques axlotl y su verdadera naturaleza, las liberan y consiguen recuperar a algunas de ellas. Las mujeres tleilaxu se unen al grupo, y al descubrir su propia historia, la sed de venganza hacia los machos que las esclavizaron se apodera de ellas. Los esclavos en el poder hacen amos esclavistas, y a la sociedad asexual de los tleilaxu responden esclavizando a los hombres a través de la imprimación sexual. En recuerdo de las generaciones de mujeres tleilaxu, mártires en su historia, decidieron llamarse Honoradas Matres.

## Tecnologíatleilaxu

### Ingeniería genética
Los tleilaxu son unos científicos brillantes en materia de ingeniería genética. Ven a su ciencia como El Lenguaje de Dios, la herramienta que les alzará sobre los impuros. Por ello, crean siempre errores minúsculos de manera intencional en sus clones, para no igualar nunca la perfección de su Dios. Han desarrollado una serie de servidores y herramientas humanas, como los gholas, clones desarrollados a partir de células humanas que pueden recuperar los recuerdos y personalidad del original, y los Danzarines Rostro, eunucos hermafroditas morfocambiantes.

### Tanquesaxlotl
Un tanque axlotl es una mujer a la que se ha inducido un coma cerebral químico y otras operaciones para matar su cerebro y permitir la manipulación y control de su útero como un tanque de crear gholas. El uso extensivo de sus mujeres en este sentido explica por qué ningún extranjero ha visto jamás una mujer tleilaxu. La Bene Tleilax ha guardado celosamente todos sus secretos, y especialmente su tecnología axlotl.
El principal uso de los tanques axlotl es el decantamiento de clones. Cuando estos clones se producen a partir de células de una persona muerta se les denomina ghola. De los tanques axlotl proceden los danzarines rostro y otras criaturas desarrolladas por los tleilaxu.
En la trilogía Preludio a Dune, un investigador tleilaxu, Hidar Ben Ajidica, utiliza la tecnología axlotl para intentar crear melange sintética. En su lugar, consigue el Ajidamal o Amal, una substancia similar que demuestra ser ineficaz.
En Herejes de Dune, se pone de manifiesto que los tleilaxu han desarrollado la capacidad de producir melange en tanques axlotl, rompiendo así el monopolio de la especia que Arrakis ha retenido durante miles de años y que ha servido para controlar fuertemente la economía y la política del Imperio. Posteriormente, en Casa Capitular Dune, las Bene Gesserit han adquirido la tecnología axlotl del Maestro Scytale, aunque éste se reserva las modificaciones necesarias para producir especia. Así, se revela el secreto mejor guardado de los tleilaxu: que los tanques son mujeres horriblemente mutadas y modificadas. Con sus propios tanques, la Bene Gesserit desarrolla el ghola del fallecido Bashar Miles Teg.
En Cazadores de Dune, se descubre que mujeres tleilaxu, recuperadas de su condición de tanques axlotl por Bene Gesserits y Habladoras-pez, están en el origen de las terribles Honoradas Matres. A pesar de ello, las Honoradas Matres rebeldes utilizan sus tanques axlotl, desarrollados a partir de prisioneras Bene Gesserit, para producir la substancia basada en la adrenalina que toman. También conservan ocho clones del Maestro tleilaxu Waff, transformados a modo de tanque axlotl masculino, como reserva de esperma tleilaxu.
Los tanques axlotl son similares a los tanques de reproducción de otra novela de Herbert, Proyecto 40 (Hellstrom's Hive), de 1973.

### Melange sintética
Durante la trilogía Preludio a Dune, los tleilaxu, con el apoyo del emperador Shaddam Corrino IV intentan romper el monopolio arrakeno de la melange, iniciando un proyecto de investigación para producir melange sintética usando tecnología axlotl, el proyecto Amal. Logran desarrollar un compuesto similar a la melange, llamado amal o ajidamal, pero el investigador a cargo muere antes revelar el secreto. Además, imperfecciones en la droga causan la pérdida de una nave espacial cuando su piloto resulta afectado al realizar el salto, sin saber que la especia ha sido sustituida por el nuevo compuesto en un intento de comprobar su total compatibilidad.
Sin embargo, tras Herejes de Dune se confirma que los tleilaxu han podido modificar la tecnología axlotl para producir melange sintética, químicamente igual que la original y con idénticas propiedades. Posteriormente, en Gusanos de arena de Dune, el ghola del maestro Waff desarrolla para la cofradía una nueva especie de gusanos, estos acuáticos, que introducen en Buzzell para producir «ultraespecia», un compuesto similar a la especia pero mucho más concentrado.

## Referencia bibliográfica
- Frank Herbert, Dune. Barcelona: Ediciones Debolsillo, 2003. ISBN 978-84-9759-682-4.
- Frank Herbert, El Mesías de Dune. Ediciones Debolsillo: Barcelona, 2003. ISBN 978-84-9759-667-1.
- Frank Herbert, Hijos de Dune. Ediciones Debolsillo: Barcelona, 2003. ISBN 978-84-9759-432-5.
- Frank Herbert, Dios Emperador de Dune. Ediciones Debolsillo: Barcelona, 2003. ISBN 978-84-9759-748-7.
- Frank Herbert, Herejes de Dune. Ediciones Debolsillo: Barcelona, 2003. ISBN 978-84-9759-731-9.
- Frank Herbert, Casa Capitular Dune. Ediciones Debolsillo: Barcelona, 2003. ISBN 978-84-9759-770-8.
- Brian Herbert, Kevin J. Anderson Dune: La Casa Atreides. Best Seller Debolsillo: Barcelona, 2003. ISBN 978-84-9759-316-8.
- Brian Herbert, Kevin J. Anderson Dune: La Casa Harkonnen. Best Seller Debolsillo: Barcelona, 2003. ISBN 978-84-9759-347-2.
- Brian Herbert, Kevin J. Anderson Dune: La Casa Corrino. Best Seller Debolsillo: Barcelona, 2004. ISBN 978-84-9793-246-2.
- Brian Herbert, Kevin J. Anderson Dune: La Yihad Butleriana. Best Seller Debolsillo: Barcelona, 2005. ISBN 978-84-9793-672-9.
- Brian Herbert, Kevin J. Anderson Dune: La cruzada de las máquinas. Best Seller Debolsillo: Barcelona, 2007. ISBN 978-84-8346-365-9.
- Brian Herbert, Kevin J. Anderson Dune: La batalla de Corrin. Best Seller Debolsillo: Barcelona, 2007. ISBN 978-84-01-33636-2.
- Brian Herbert, Kevin J. Anderson Cazadores de Dune. Plaza & Janés, Barcelona, 2008. ISBN 978-84-01-33679-9.
- Brian Herbert, Kevin J. Anderson Gusanos de arena de Dune. Plaza & Janés, Barcelona, 2009. ISBN 978-84-01-33727-7.